# Reiki Kushida
Reiki Kushida (japanska: 串田 麗樹?, Kushida Reiki) är en japansk astronom.
Minor Planet Center listar henne som R. Kushida och som upptäckare av 1 asteroid.
Tillsammans med maken Yoshio Kushida upptäckte hon asteroiden 4875 Ingalls.
Hon upptäckte även supernovan 1991bg.
Asteroiden 5239 Reiki är uppkallad efter henne.

## Asteroid upptäckt av Reiki Kushida
| 4875 Ingalls [A]                           | 19 februari 1991 |
| Upptäckt tillsammans med: A Yoshio Kushida |                  |